# Straßenradsport-Europameisterschaften 2019

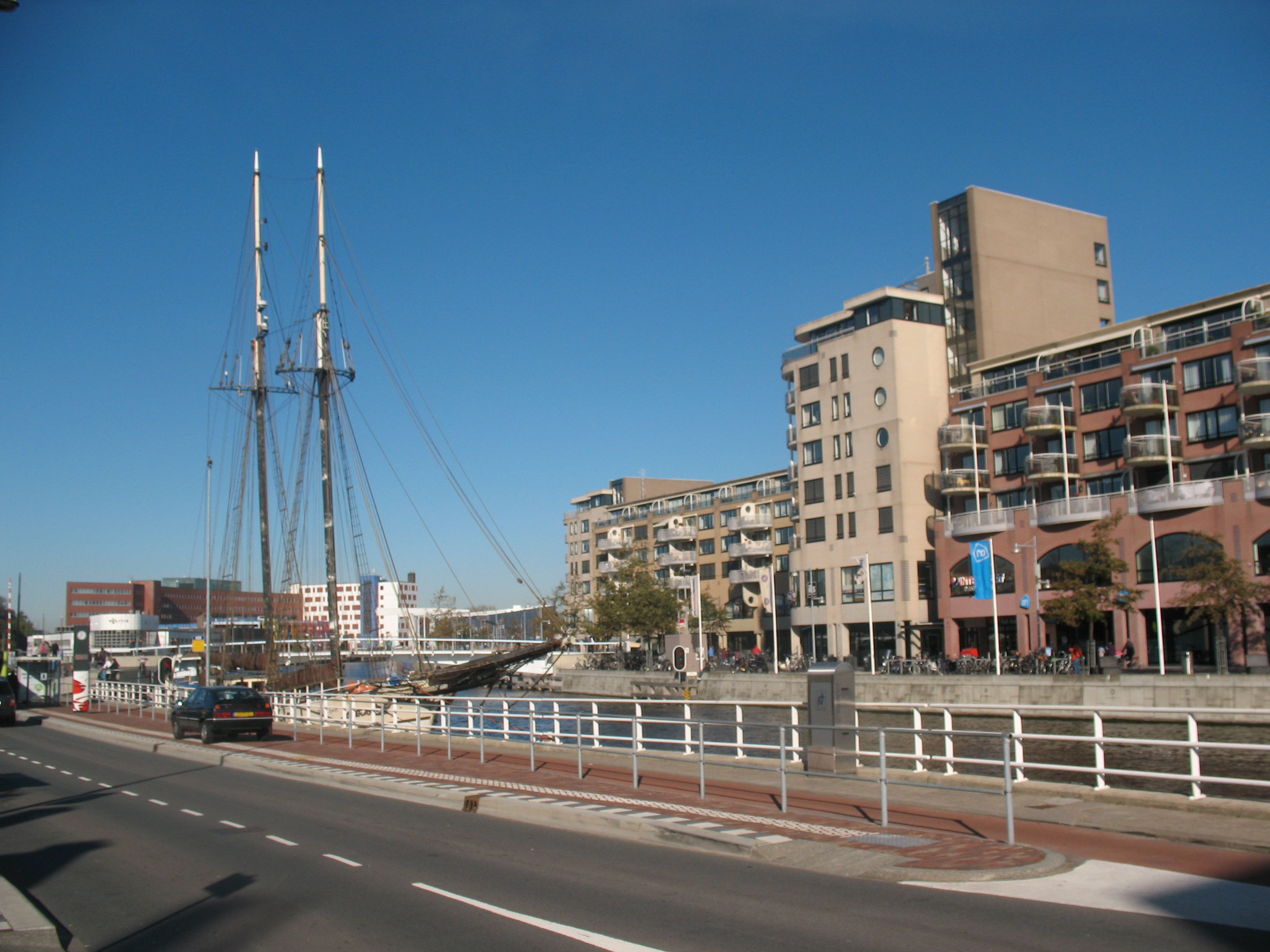
Start und Ziel der Rennen befanden sich an der Kanaalkade in der Alkmaarer Innenstadt

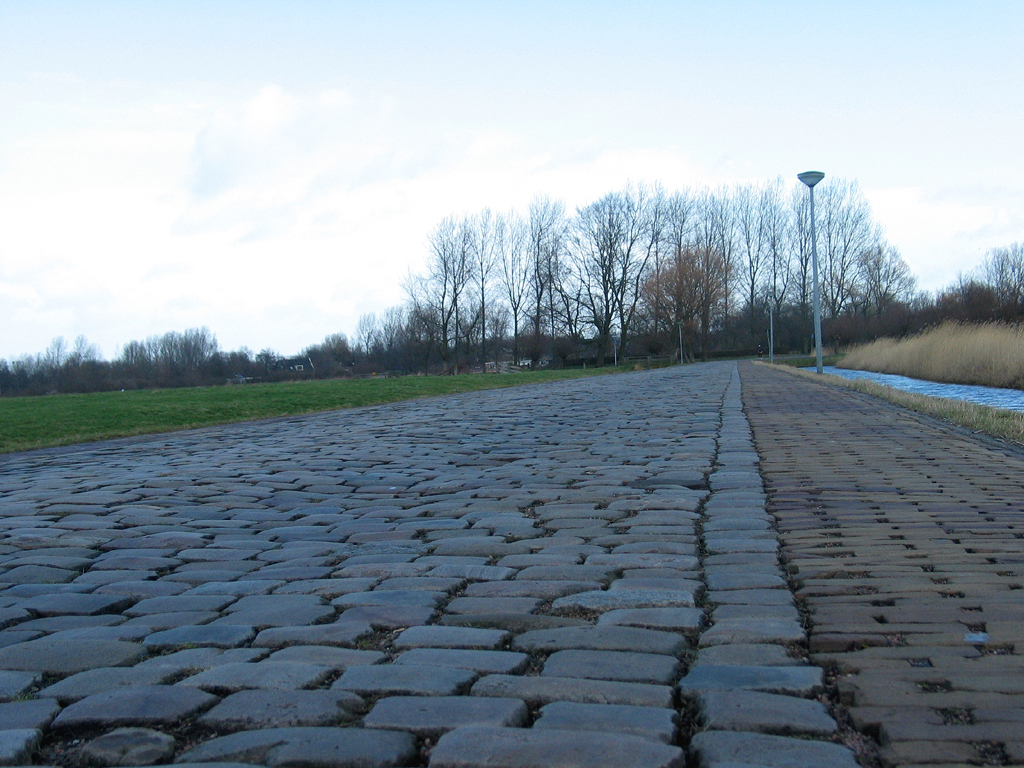
Dieser Kopfsteinpflasterabschnitt auf dem Munnikenweg zwischen Alkmaar und Oudorp war Teil des Straßenrennens

Die Straßenradsport-Europameisterschaften 2019 (2019 UEC Road European Championships) wurden vom 7. bis 11. August 2019 im niederländischen Alkmaar ausgetragen.
Bei den Meisterschaften wurden insgesamt 13 Titel vergeben, sechs im Straßenrennen, sechs im Einzelzeitfahren sowie einer in der erstmals ausgetragenen Mixed-Staffel. Es nahmen rund 850 Sportlerinnen und Sportler aus 50 Ländern teil.

## Zeitplan
| Datum                 | Zeit (MEZ) | Wettkampf                       | Distanz (km)                    | Europameister 2018 | Europameister 2019    |
| --------------------- | ---------- | ------------------------------- | ------------------------------- | ------------------ | --------------------- |
| Mittwoch, 7. August   | 09:00      | Juniorinnen – Einzelzeitfahren  | 22,4                            | Vittoria Guazzini  | Shirin van Anrooij    |
| Mittwoch, 7. August   | 11:15      | Junioren – Einzelzeitfahren     | 22,4                            | Remco Evenepoel    | Andrea Piccolo        |
| Mittwoch, 7. August   | 14:30      | Elite Mixed-Staffel             | 44,8                            | nicht ausgetragen  | Niederlande           |
| Donnerstag, 8. August | 09:00      | Frauen U 23 – Einzelzeitfahren  | 22,4                            | Aafke Soet         | Hannah Ludwig         |
| Donnerstag, 8. August | 10:45      | Frauen Elite – Einzelzeitfahren | 22,4                            | Ellen van Dijk     | Ellen van Dijk        |
| Donnerstag, 8. August | 12:45      | Männer U23 – Einzelzeitfahren   | 22,4                            | Edoardo Affini     | Johan Price-Pejtersen |
| Donnerstag, 8. August | 15:00      | Elite Männer – Einzelzeitfahren | 22,4                            | Victor Campenaerts | Remco Evenepoel       |
| Freitag, 9. August    | 09:00      | Juniorinnen – Straßenrennen     | 69,0 (6 × 11,5)                 | Aigul Garejewa     | Ilse Pluimers         |
| Freitag, 9. August    | 12:00      | Frauen U23 – Straßenrennen      | 92,0 (8 × 11,5)                 | Nikola Nosková     | Letizia Paternoster   |
| Freitag, 9. August    | 16:00      | Junioren – Straßenrennen        | 115,0 (10 × 11,5)               | Remco Evenepoel    | Andrij Ponomar        |
| Samstag, 10. August   | 09:00      | Männer U 23 – Straßenrennen     | 138,0 (12 × 11,5)               | Marc Hirschi       | Alberto Dainese       |
| Samstag, 10. August   | 13:30      | Frauen Elite – Straßenrennen    | 115,0 (10 × 11,5)               | Marta Bastianelli  | Amy Pieters           |
| Sonntag, 11. August   | 11:30      | Elite Männer – Straßenrennen    | 172,6 (1 gr. Runde + 11 × 11,5) | Matteo Trentin     | Elia Viviani          |

## Resultate

### Frauen Elite

#### Straßenrennen
| Platz | Sportlerin              | Land | Zeit (h)             |
| ----- | ----------------------- | ---- | -------------------- |
| 1     | Amy Pieters             | NED  | 2:56:03 (39,19 km/h) |
| 2     | Elena Cecchini          | ITA  | gl. Zeit             |
| 3     | Lisa Klein              | GER  | gl. Zeit             |
| 4     | Lorena Wiebes           | NED  | + 25 s               |
| 5     | Alice Barnes            | GBR  | gl. Zeit             |
| 6     | Kirsten Wild            | NED  | gl. Zeit             |
| 7     | Lisa Brennauer          | GER  | gl. Zeit             |
| 8     | Susanne Andersen        | NOR  | gl. Zeit             |
| 9     | Christine Majerus       | LUX  | gl. Zeit             |
| 10    | Rasa Leleivytė          | LTU  | gl. Zeit             |
|       |                         | …    |                      |
| 15    | Charlotte Becker        | GER  | gl. Zeit             |
| 24    | Romy Kasper             | GER  | + 37 s               |
| 31    | Mieke Kröger            | GER  | + 1:20 min           |
| 32    | Trixi Worrack           | GER  | + 1:51 min           |
| 35    | Kathrin Schweinberger   | AUT  | + 6:17 min           |
| 39    | Andrea Waldis           | SUI  | + gl. Zeit           |
| 62    | Kathrin Hammes          | GER  | + gl. Zeit           |
| 64    | Sarah Rijkes            | AUT  | + 6:22 min           |
| 68    | Christina Schweinberger | AUT  | + 6:40 min           |
| 69    | Nicole Hanselmann       | SUI  | + 6:50 min           |

Streckenlänge: 115 Kilometer.

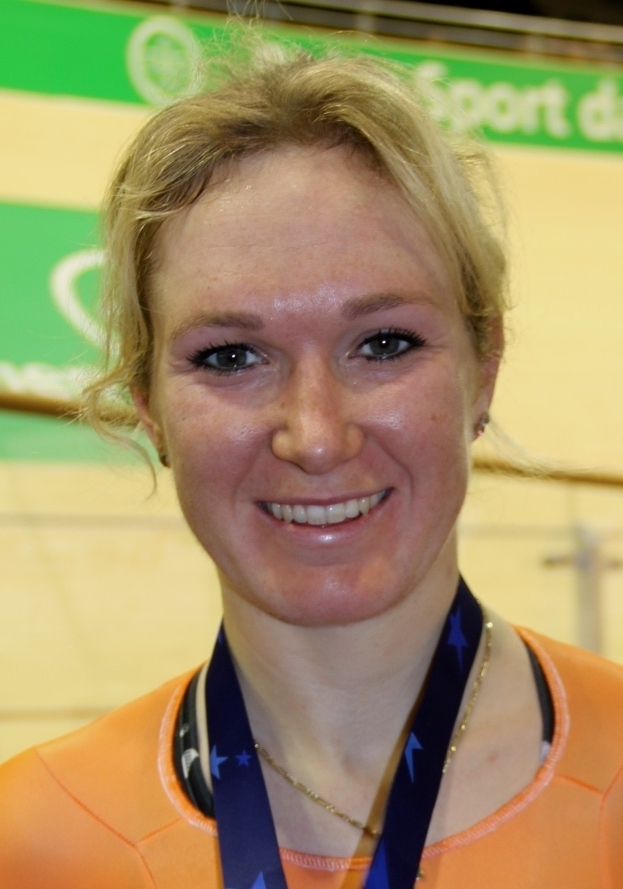
Amy Pieters aus den Niederlanden errang den Titel im Straßenrennen der Frauen

Es starteten insgesamt 101 Fahrerinnen, von denen 69 das Ziel erreichten.

#### Einzelzeitfahren

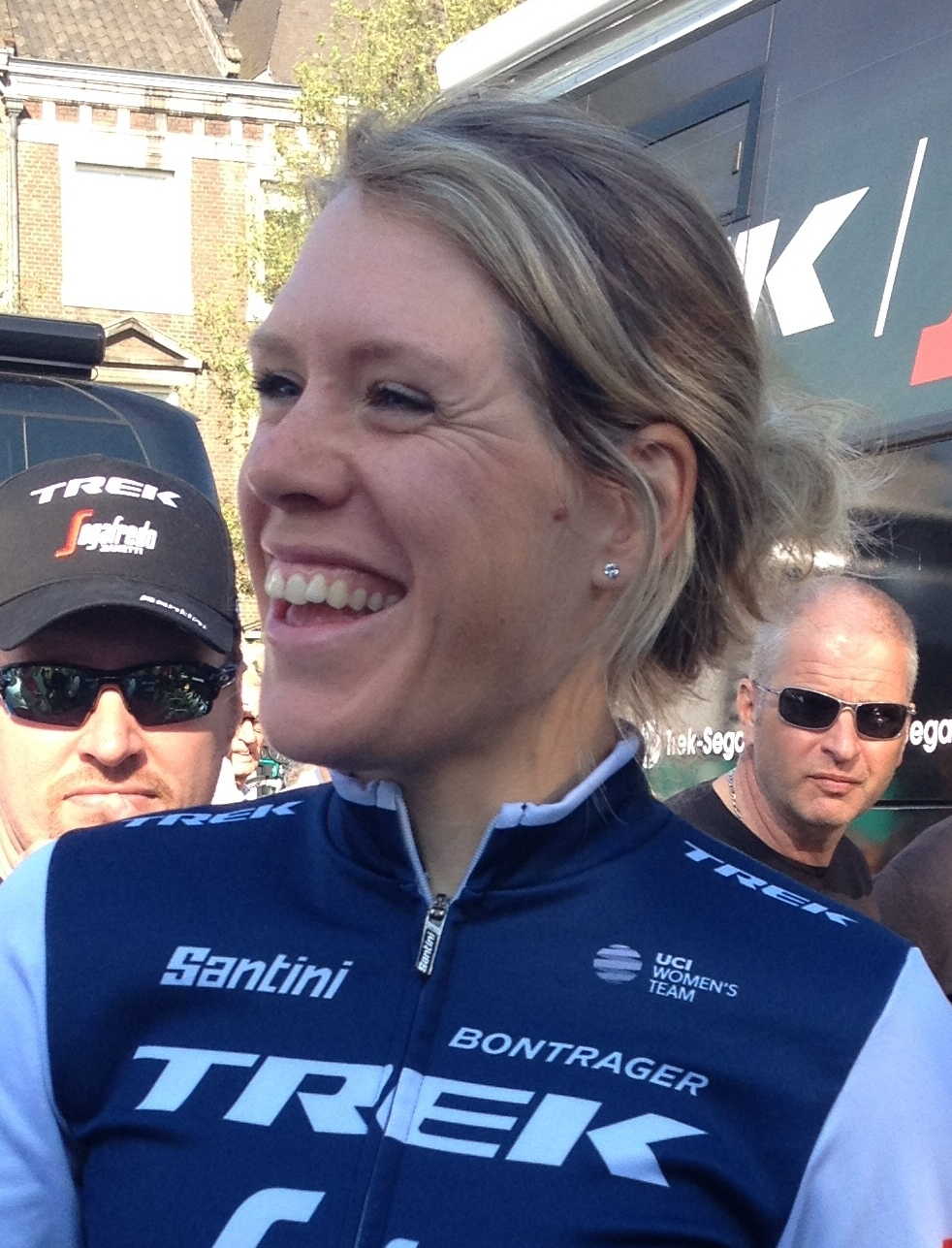
Ellen van Dijk (hier beim Amstel Gold Race 2019) wurde zum vierten Mal in Folge Europameisterin im Einzelzeitfahren

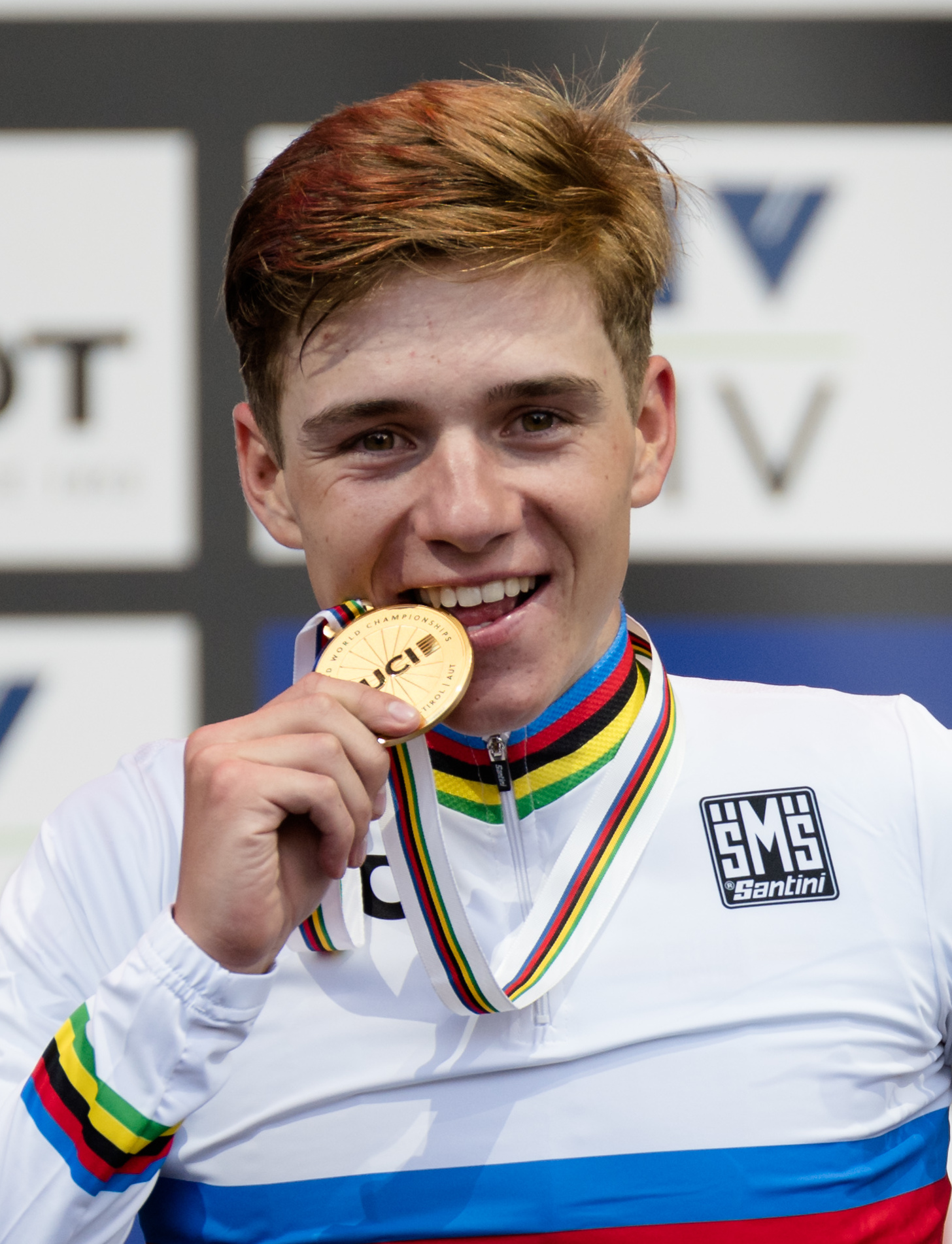
Remco Evenepoel (hier bei der WM 2018) wurde in seinem ersten Elitejahr Europameister

| Platz | Athletin           | Land | Zeit (min)            | Abstand (min) |
| ----- | ------------------ | ---- | --------------------- | ------------- |
| 1     | Ellen van Dijk     | NED  | 28:07,73 (47,78 km/h) |               |
| 2     | Lisa Klein         | GER  | 28:37,10              | + 0:30        |
| 3     | Lucinda Brand      | NED  | 28:59,73              | + 0:52        |
| 4     | Vita Heine         | NOR  | 29:01,08              | + 0:54        |
| 5     | Anna Kiesenhofer   | AUT  | 29:10,57              | + 1:03        |
| 6     | Mieke Kröger       | GER  | 29:14,01              | + 1:07        |
| 7     | Hayley Simmonds    | GBR  | 29:21,60              | + 1:14        |
| 8     | Pernille Mathiesen | DNK  | 29:22,10              | + 1:15        |
| 9     | Alice Barnes       | GBR  | 29:22,43              | + 1:15        |
| 10    | Kelly Murphy       | IRL  | 29:38,26              | + 1:31        |

Streckenlänge: 22,4 Kilometer.

Es starteten 31 Fahrerinnen.

### Männer Elite

#### Straßenrennen
| Platz | Athlet              | Land | Zeit                   |
| ----- | ------------------- | ---- | ---------------------- |
| 1     | Elia Viviani        | ITA  | 3:30:52 h (46,57 km/h) |
| 2     | Yves Lampaert       | BEL  | + 1 s                  |
| 3     | Pascal Ackermann    | GER  | + 8 s                  |
| 4     | Alexander Kristoff  | NOR  | + 33 s                 |
| 5     | Michael Mørkøv      | DEN  | gl. Zeit               |
| 6     | Sam Bennett         | IRL  | gl. Zeit               |
| 7     | Matteo Trentin      | ITA  | gl. Zeit               |
| 8     | Luka Mezgec         | SLO  | gl. Zeit               |
| 9     | Arnaud Démare       | FRA  | gl. Zeit               |
| 10    | Rüdiger Selig       | GER  | gl. Zeit               |
|       |                     | …    |                        |
| 17    | Fabian Lienhard     | SUI  | gl. Zeit               |
| 22    | Silvan Dillier      | SUI  | gl. Zeit               |
| 25    | Andreas Schillinger | GER  | + 38 s                 |
| 30    | Michael Schwarzmann | GER  | + 2:21 min             |

Streckenlänge: 172,6 Kilometer.

Es starteten 151 Fahrer, von denen 42 das Ziel erreichten.

#### Einzelzeitfahren
| Platz | Athlet                 | Land | Zeit (min)            | Abstand (min) |
| ----- | ---------------------- | ---- | --------------------- | ------------- |
| 1     | Remco Evenepoel        | BEL  | 24:55,19 (53,93 km/h) |               |
| 2     | Kasper Asgreen         | DNK  | 25:13.57              | + 0:19        |
| 3     | Edoardo Affini         | ITA  | 25:16,00              | + 0:21        |
| 4     | Stefan Küng            | SUI  | 25:16,17              | + 0:21        |
| 5     | Alex Dowsett           | GBR  | 25:16,17              | + 0:22        |
| 6     | Filippo Ganna          | ITA  | 25:17,43              | + 0:23        |
| 7     | Yves Lampaert          | BEL  | 5:17,43               | + 0:29        |
| 8     | Jos van Emden          | NED  | 25:26,14              | + 0:31        |
| 9     | Martin Toft Madsen     | DEN  | 25:34,91              | + 0:40        |
| 10    | Sebastian Langeveld    | NED  | 25:53.75              | + 0:59        |
|       |                        | …    |                       |               |
| 12    | Claudio Imhof          | SUI  | 25:59,09              | + 1:04        |
| 16    | Matthias Brändle       | AUT  | 26:10,75              | + 1:16        |
| 17    | Jasha Sütterlin        | GER  | 26:23,82              | + 1:29        |
| 17    | Marco Mathis           | GER  | 26:46,85              | + 1:52        |
| 23    | Johannes Hirschbichler | AUT  | 27:00,76              | + 2:06        |

Streckenlänge: 22,4 Kilometer.

Es gingen 34 Fahrer an den Start.

### Männer / Frauen Elite Mixed-Staffel
| Platz | Land        | Mannschaft | Fahrer                                         | Zeit (min) | Mannschaft | Fahrerinnen                                             | Zeit (min) | Gesamtzeit (min)   | Abstand (min) |
| ----- | ----------- | ---------- | ---------------------------------------------- | ---------- | ---------- | ------------------------------------------------------- | ---------- | ------------------ | ------------- |
| 1     | Niederlande | Männer     | Koen Bouwman Bauke Mollema Ramon Sinkeldam     | 25:07      | Frauen     | Floortje Mackaij Riejanne Markus Amy Pieters            | 27:42      | 52:49 (50,90 km/h) |               |
| 2     | Deutschland | Männer     | Marco Mathis Jasha Sütterlin Justin Wolf       | 25:29      | Frauen     | Lisa Brennauer Lisa Klein Mieke Kröger                  | 27:34      | 53:03 (50,67 km/h) | + 0:15        |
| 3     | Italien     | Männer     | Edoardo Affini Manuele Boaro Davide Martinelli | 25:21      | Frauen     | Vittoria Guazzini Elisa Longo Borghini Silvia Valsecchi | 28:53      | 54:14 (49,57 km/h) | + 1:25        |

Streckenlänge: 44,8 Kilometer.

Es gingen 8 Mannschaften an den Start.

### Frauen U23
| Straßenrennen (108 km) |                     |      |                      |
| Platz                  | Sportlerin          | Land | Zeit (h)             |
|                        | Letizia Paternoster | ITA  | 2:15:00 (40,89 km/h) |
|                        | Marta Lach          | POL  | gl. Zeit             |
|                        | Lonneke Uneken      | NED  | gl. Zeit             |

| Einzelzeitfahren (22,4 km) |                     |      |                       |
| Platz                      | Sportlerin          | Land | Zeit (min)            |
|                            | Hannah Ludwig       | GER  | 29:20,85 (45,80 km/h) |
|                            | Marija Nowolodskaja | RUS  | + 0,38                |
|                            | Elena Pirrone       | ITA  | + 0,40                |

### Männer U23
| Straßenrennen (138 km) |                 |      |                        |
| Platz                  | Sportler        | Land | Zeit                   |
|                        | Alberto Dainese | ITA  | 3:08,53 h (43,84 km/h) |
|                        | Niklas Larsen   | DEN  | gl. Zeit               |
|                        | Rait Ärm        | EST  | gl. Zeit               |

| Zeitfahren (22,4 km) |                       |      |                       |
| Platz                | Sportler              | Land | Zeit (min)            |
|                      | Johan Price-Pejtersen | DEN  | 25:53,24 (51,92 km/h) |
|                      | Mikkel Bjerg          | DEN  | + 0:12                |
|                      | Stefan Bissegger      | SUI  | + 0:13                |

### Juniorinnen
| Straßenrennen (69 km) |                    |      |                      |
| Platz                 | Sportlerin         | Land | Zeit (h)             |
|                       | Ilse Pluimers      | NED  | 1:44:14 (39,72 km/h) |
|                       | Sofie van Rooijen  | NED  | + 4 s                |
|                       | Kristina Nenadović | FRA  | gl. Zeit             |

| Einzelzeitfahren (22,4 km) |                    |      |                    |
| Platz                      | Sportlerin         | Land | Zeit (min)         |
|                            | Shirin van Anrooij | NED  | 30:18:48 (46 km/h) |
|                            | Aigul Garejewa     | RUS  | + 0:03             |
|                            | Wilma Olausson     | SWE  | + 0:42             |

### Junioren
| Straßenrennen (115 km) |                     |      |                      |
| Platz                  | Sportler            | Land | Zeit (h)             |
|                        | Andrij Ponomar      | UKR  | 2:32:27 (45,26 km/h) |
|                        | Maurice Ballerstedt | GER  | + 21 s               |
|                        | Andrea Piccolo      | ITA  | gl. Zeit             |

| Einzelzeitfahren (22,4 km) |                |      |                    |
| Platz                      | Sportler       | Land | Zeit (min)         |
|                            | Andrea Piccolo | ITA  | 26:52:71 (38 km/h) |
|                            | Lars Boven     | NED  | + 0:12             |
|                            | Enzo Leijnse   | NED  | + 0,14             |

## Medaillenspiegel
| Rang  | Land        | Gold | Silber | Bronze | Gesamt |
| ----- | ----------- | ---- | ------ | ------ | ------ |
| 1     | Niederlande | 5    | 2      | 3      | 10     |
| 2     | Italien     | 4    | 1      | 4      | 9      |
| 3     | Deutschland | 1    | 3      | 2      | 6      |
| 4     | Dänemark    | 1    | 3      | 0      | 4      |
| 5     | Belgien     | 1    | 1      | 0      | 2      |
| 6     | Ukraine     | 1    | 0      | 0      | 1      |
| 7     | Russland    | 0    | 2      | 0      | 2      |
| 8     | Polen       | 0    | 1      | 0      | 1      |
| 9     | Schweden    | 0    | 0      | 1      | 1      |
| 9     | Schweiz     | 0    | 0      | 1      | 1      |
| 9     | Frankreich  | 0    | 0      | 1      | 1      |
| 9     | Estland     | 0    | 0      | 1      | 1      |
| Total | Total       | 13   | 13     | 13     | 39     |

## Aufgebote

### Bund Deutscher Radfahrer
- Elite Frauen: Charlotte Becker, Lisa Brennauer, Kathrin Hammes, Romy Kasper, Lisa Klein, Mieke Kröger, Liane Lippert, Trixi Worrack
- Elite Männer: Pascal Ackermann, Nico Denz, Jonas Koch, Andreas Schillinger, Michael Schwarzmann, Rüdiger Selig, Marco Mathis, Jasha Sütterlin, Justin Wolf
- U23 Frauen: Ricarda Bauernfeind, Dorothea Heitzmann, Franziska Koch, Hannah Ludwig, Lea Lin Teutenberg
- U23 Männer: Pirmin Benz, Kim Heiduk, Johannes Hodapp, Niklas Märkl, Jannis Peter, Dominik Röber
- Juniorinnen: Judith Krahl, Lucy Mayrhofer, Anna Helene Zdun
- Junioren: Maurice Ballerstedt, Marco Brenner, Michel Heßmann, Leslie Lührs, Tim Oelke, Linus Rosner

### Österreichischer Radsport-Verband
- Elite Frauen Einzelzeitfahren: Anna Kiesenhofer
- Elite Frauen Straßenrennen: Sarah Rijkes, Christina Schweinberger, Kathrin Schweinberger
- Elite Männer Einzelzeitfahren: Matthias Brändle, Johannes Hirschbichler
- Elite Männer Straßenrennen: Matthias Krizek, Stephan Rabitsch, Jodok Salzmann, Lukas Schlemmer
- U-23 Männer Einzelzeitfahren: Markus Wildauer, Patrick Gamper
- U-23 Männer Straßenrennen: Florian Gamper, Patrick Gamper, Florian Kierner, Stefan Kolb
- Juniorinnen Einzelzeitfahren: Marie Loschnigg
- Juniorinnen Straßenrennen: Marie Loschnigg, Hannah Streicher
- Junioren Einzelzeitfahren: Maximilian Kabas, Stefan Marbler
- Junioren Straßenrennen: Maximilian Kabas, Nikolaus Riegler, Maximilian Schmidbauer

### Swiss Cycling
- Elite Frauen Zeitfahren: Marlen Reusser
- Elite Frauen Straßenrennen:  Nicole Hanselmann, Andrea Waldis,  Marlen Reusser, Desirée Ehrler[2]
- Elite Männer Zeitfahren: Stefan Küng, Claudio Imhof
- Elite Männer Straßenrennen: Michael Albasini, Silvan Dillier, Claudio Imhof, Fabian Lienhard, Simon Pellaud, Lukas Spengler
- U23 Frauen Zeitfahren: Fabienne Buri, Lara Krähemann
- U23 Frauen Straßenrennen: Michelle Andres, Fabienne Buri, Lara Krähemann, Léna Mettraux, Aline Seitz
- U23 Männer Zeitfahren: Stefan Bissegger, Mauro Schmid
- U23 Männer Straßenrennen: Stefan Bissegger, Robin Froidevaux, Johan Jacobs, Mauro Schmid, Mario Spengler, Alex Vogel
- Juniorinnen Zeitfahren: Annika Liehner, Noemi Rüegg
- Juniorinnen Straßenrennen: Noëlle Buri, Annika Liehner, Mélissa Rouiller, Noemi Rüegg, Lara Stehli
- Junioren Zeitfahren: Dominik Bieler, Fabio Christen
- Junioren Straßenrennen: Dominik Bieler, Elia Blum, Fabio Christen, Vincent Roth, Arnaud Tendon, Fabian Weiss